# هوشرية ألبية
هوشرية ألبية (الاسم العلمي:Heuchera alpina) هي نوع من النباتات يتبع جنس الهوشرية من فصيلة كاسرة الحجر.